# S-tog (3. generation)
3. generations S-tog, formelt litra FC-MC-MC-FC, var den 3. generation af S-tog, der blev anskaffet af DSB til S-banen i København, hvor de kørte i perioden 1979-2006. Togsættet bestod af en styrevogn (FC) i hver ende og to motorvogne uden styrehus (MC) i midten. Togsættet var fast sammenkoblet uden overgang mellem vognene. Der var automatkobling til sammenkobling af togsæt. I hver ende mellem 1. og 2. dør var et flexrum til cykler og barnevogne mv. med 7 klapsæder langs væggen i hver side.
Dette togsæt slog aldrig igennem, på trods af at det var betydeligt mere komfortabelt at rejse med end hidtidige typer S-tog. En årsag var, at togsættet ofte var fejlramt, og derfor ikke effektivt i drift. Der blev bygget 12 togsæt af 4 vogne, først 4 prototypetogsæt, hvor 2 sæt havde el-udrustning fra GEC og 2 sæt med ASEA el-udrustning (i trafik 1979). ASEA vandt prototypekapløbet, og der blev talt om en ordre på 32 sæt mere, men den skrumpede ind, så der kun blev bygget 8 seriesæt (FC-MC 6009-6524). Disse begyndte i S-tog trafikken i 1986 på linje B mellem Holte og Høje Tåstrup. Togsættet var DSB S-togs første tog med chopperregulering og elektronisk styring, men stadig med jævnstrømsmotorer, som 1. og 2. generation, og kunne takket været denne styring levere el-bremseenergi tilbage til køreledningen. I perioder leverede de op til 40 % energi tilbage – takket være den optimale situation, at de kørte mellem mange 2. generations S-tog, der kunne aftage bremsestrømmen fra 3. generation. De 8 serietogsæt fik en større modernisering i 1995, hvorefter de blev sat ind på ringbanen. De første fire togsæt blev ophugget i 1995, mens de sidste 8 var i drift indtil december 2006. Det var oprindeligt planen at de skulle sælges, men da dette ikke lykkedes begyndte ophugningen hos Jan's Produkt- og Transporthandel i Holbæk den 23. august 2007.

## Data for 4 vognssæt FC-MC-MC-FC[1]
- Spænding: 1500 V DC
- Transmission: 8 banemotorer á 150 kW (204 hk)
- Bremsesystem: Trykluft og el-bremse
- Maksimal hastighed: 100 km/t
- Maksimal acceleration: 0,9 m/s2
- Længde over koblinger: 82,69 m
- Bredde: 3,21 m
- Højde: 3,20 m
- Akselafstand: 13,50/13,31+2,50 m
- Gulvhøjde: 1,13 m
- Vognkassemateriale: Stål
- Tjenestevægt: 166,0 t
- Varmesystem: El-luftvarme og ventilation
- Antal siddepladser: 2. klasse: 212 + 28 klapsæder
- Sikkerhedssystem: HKT